# Nomeus gronovii
Genre
Espèce
Statut de conservation UICN

 LC  : Préoccupation mineure
Nomeus gronovii est une espèce de poissons appartenant à la famille des Nomeidae. C'est la seule espèce du genre Nomeus (monotypique).

## Description et caractéristiques
C'est un petit poisson aux nageoires pectorales très développées ; sa coloration associe du blanc, du noir et différentes teintes de bleu, comme le Glaucus atlanticus avec lequel il est souvent associé au sein des bancs de physalies dans lesquels ils vivent. Sa taille maximale est de 39 cm
Ce poisson possède un très grand nombre de vertèbres (41), qui lui confèrent une grande agilité.

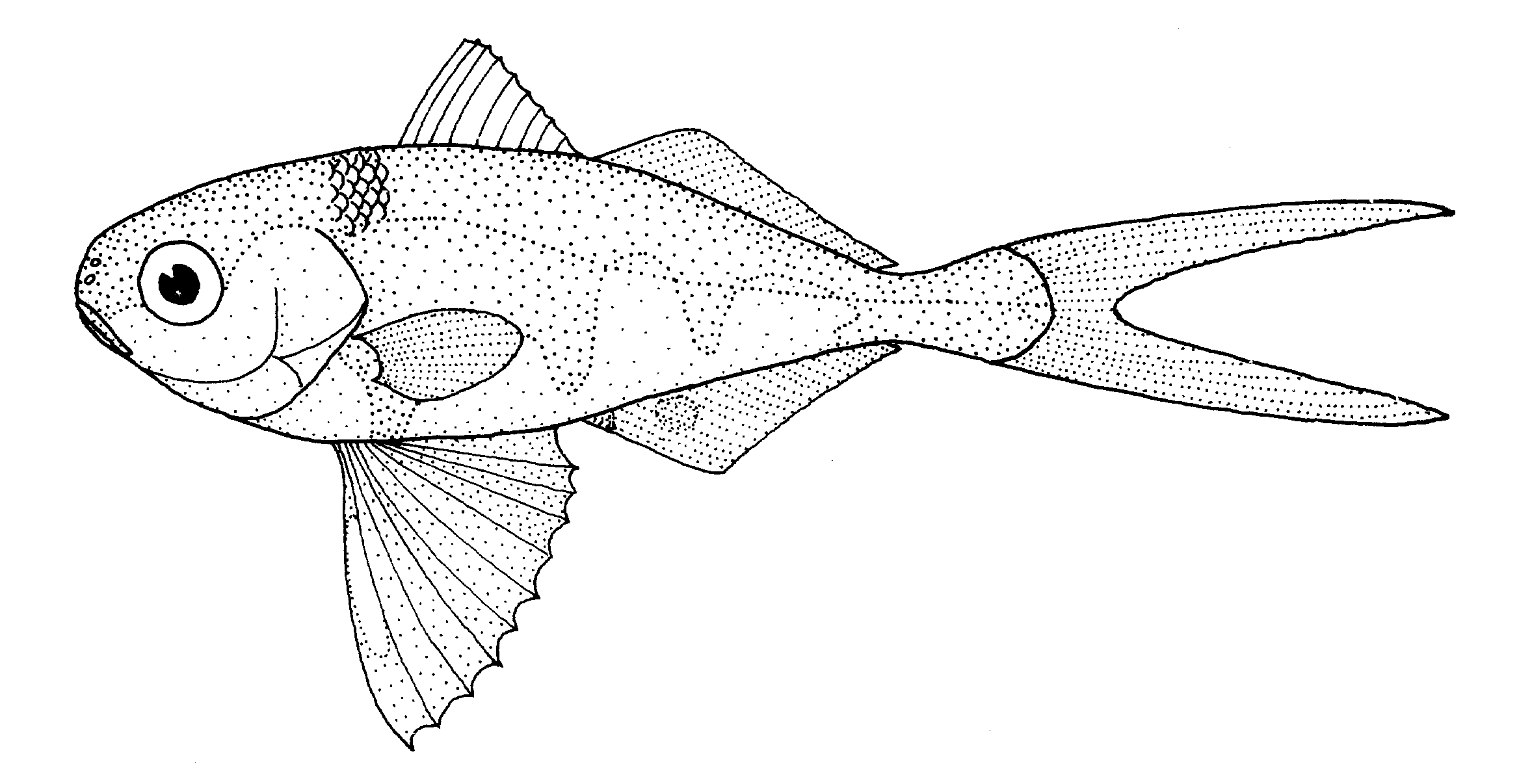
Dessin du Dr Tony Ayling.
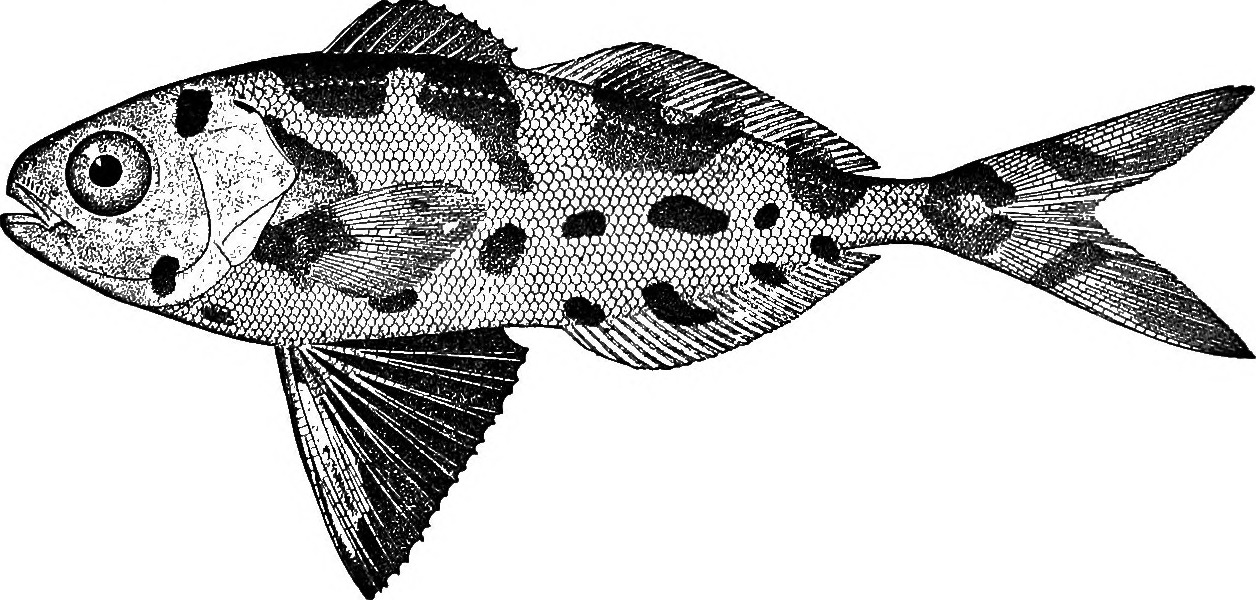

## Étymologie
Son nom spécifique, gronovii, lui a été donné en l'honneur du naturaliste néerlandais Laurentius Theodorus Gronovius (également connu sous le nom de Laurens Theodore Gronow, 1730-1777) qui, le premier, a décrit cette espèce en 1763 mais sans lui attribuer de nom binominal.